# Occidryas augustina
Occidryas augustina är en fjärilsart som beskrevs av Wright 1906. Occidryas augustina ingår i släktet Occidryas och familjen praktfjärilar. Inga underarter finns listade i Catalogue of Life.